# Самоубиство
Самоубиство или суицид (лат. sui - себе, occidere - убити) је активни или пасивни аутодеструктивни чин у којем човек свесно и намерно одузима себи живот, због различитих мотива. У аутодеструктивна понашања се, осим самоубиства, убрајају и покушај самоубиства, планирање или само размишљање о самоубиству и све врсте самоповређивања. Самоубиство је један од ретких феномена који је потпуно ослобођен верских, полних, расних, културолошких, социјалних, узрочних, вредносних, временских и узрасних граница.
Ментални поремећаји (укључујући депресију, биполарни поремећај, схизофренију, поремећај личности, поремећај анксиозности, поремећај пажње и хиперактивност, синдром когнитивног одвајања), физички поремећаји (као што је синдром хроничног умора) и злоупотреба супстанци (укључујући алкохолизам и употребу и одвикавање од бензодиазепина) су фактори ризика. Нека самоубиства су импулсивна дела услед стреса (као што су финансијске или академске потешкоће), проблема у вези (као што су раскиди или разводи) или узнемиравања и малтретирања. Они који су раније покушали самоубиство су у већем ризику за будуће покушаје. Ефикасни напори за превенцију самоубиства укључују ограничавање приступа методама самоубиства као што су ватрено оружје, дрога и отрови; лечење менталних поремећаја и злоупотребе супстанци; пажљиво извештавање медија о самоубиству; побољшање економских услова; и терапија дијалектичког понашања (ДБТ). Иако су кризне телефонске линије уобичајени ресурси, њихова ефикасност није добро проучена.
Најчешће усвојени метод самоубиства варира од земље до земље и делимично је повезан са доступношћу ефикасних средстава. Уобичајене методе самоубиства укључују вешање, тровање пестицидима и ватрено оружје. Самоубиства су резултирала са 828.000 смртних случајева широм света у 2015. години, што је повећање са 712.000 смртних случајева 1990. године. Ово самоубиство чини 10. водећим узроком смрти широм света.
Отприлике 1,5% свих смртних случајева широм света је самоубиство. У датој години, ово је отприлике 12 на 100.000 људи. Стопе самоубистава су генерално веће међу мушкарцима него женама, и крећу се од 1,5 пута више у земљама у развоју до 3,5 пута више у развијеном свету. Самоубиство је генерално најчешће међу особама старијим од 70 година; међутим, у одређеним земљама, они старости између 15 и 30 година су у највећем ризику. Европа је имала највећу стопу самоубистава по регионима 2015. године. Процењује се да има 10 до 20 милиона нефаталних покушаја самоубиства сваке године. Покушаји самоубиства који нису фатални могу довести до повреда и дуготрајног инвалидитета. У западном свету покушаји су чешћи међу младим људима и женама.
На ставове о самоубиству утицале су широке егзистенцијалне теме као што су религија, част и смисао живота. Аврамске религије традиционално сматрају самоубиство увредом и неблагодарношћу према Богу због веровања у светост живота. Током ере самураја у Јапану, облик самоубиства познат као сепуку (腹切り, харакири) био је поштован као средство за надокнађивање неуспеха или као облик протеста. Сати, пракса коју су Британци забранили у Индији, очекивала је да ће се хиндуистичка удовица самоспалити на погребној ломачи свог мужа, било вољно или под притиском своје породице и друштва. Самоубиство и покушај самоубиства, иако су раније били илегални, више нису такви у већини западних земаља. То је и даље кривично дело у неким земљама. У 20. и 21. веку, самоубиство је коришћено у ретким приликама као облик протеста, а камиказе и бомбашки напади самоубице су коришћени као војна или терористичка тактика. Самоубиство се често посматра као велика катастрофа за породице, рођаке и друге присталице у близини, и на њега се гледа негативно скоро свуда широм света.

## Терминологија
Самоубиство (лат. suicid)
Самоубиство је свесно и намерно активно или пасивно уништење властитог живота, при чему починилац мора бити свестан да ће након овог чина наступити последица (смрт). Поред ове најчешће коришћене, постоји и безброј других које самоубиство дефинишу као:
- усамљеничко и очајничко решење за трпљење које за једну особу изгледа као ситуација која нема другу алтернативу[19]
- облик поремећене комуникације у тренуцима тешких животних криза, или метафорички речено, као интрапсихичку драму на интерперсоналној позорници, или понашање које се креће између нормалног и патолошког...[20].

Лажно самоубиство
Лажно самоубиство је смрт која наоко личи на самоубиство али јој недостаје свесност (деца, душевни болесници, болесници у делиријуму)
Покушај самоубиства (лат. tentamen suicidi)
Сваки чин код кога је постојала свесност и намера уништење властитог живота, али због лошег избора начина и средства није наступила смрт иако је починилац то желео назива се покушај самоубиства. Ако при покушају самоубиства настану компликације након којих наступа смрт, које су у узрочној вези с извршеним чином, говори се о самоубиству.
- „Покушај самоубиства је многоструко детерминисан и својеврстан, можда последњи „позив за помоћ“, крик, „апел у функцији аларма“, очајнички дијалог са околином од које на симболичан начин угрожена особа тражи помоћ“...[21]

Инсценирани покушај самоубиства
Чин у коме починилац симулира покушај самоубиства, али не жели да умре, је инсценирани покушај самоубиства. Ако се смрт у том чину деси она је последица несретног случаја.

## Подела самоубистава
| Подела                | Карактеристике | Слика |
| --------------------- | --- | ----- |
| Основна подела        | Смишљена (планирана) у афекту • Појединачна • Двојна • Вишеструка • Напрасна и полагана • Активна и пасивна • Према узрасту • Према полу • Према брачном статусу • Према методи извршења • Месту и времену кад су почињена |       |
| Према мотиву          | Тражење помоћи • Бежање из неподношљиве ситуације • Ослобађање од тешке психичке патње • Покушај утицаја на неку значајну, другу особу • Као манифестација љубави • Олакшавање тешкоћа другима • Како би се други ражалостили • Како би се други уверили колико очајно је било живети • Као покушај откривања да ли су заиста вољени • Чињење нечега у неподношљивој ситуацији • Губитак самоконтроле • Жеља за смрћу. |       |
| Према типу            | Суициди адолесцената • Еутаназија • Комбинација самоубиства и убиства • Суицид бомбом (камиказе, герила, терористи) • Ритуални суицид (сепуку) • Масовни суицид • Суицидни пакт • Интернетом изазван суицид • Суицид у рату (као бољи избор од мучења или тортуре, или због губитка части) • Испровоцирани суицид (у којем нпр. самоубица испровоцира полицајца да га убије) |       |
| Према начину извршења | Самоспаљивањем • Изазивањем аутомобилске несреће • Дављењем у води • Убодом оштрим предметом у срце • Струјним ударом • Вешањем • Смртоносном инјекцијом • Предозирањем лекова (хипнотика, антидепресива, аналгетика, барбитурата) • Гушењем пластичном кесом (гушење угљен-диоксидом) • Тровањем • Сепуку (средњовековни начин, харакири) • Самоустрељивањем ватреним оружјем • Сечењем великих артерија или трахеје на врату • Сечењем вена (најчешће подлактица) • Гладовањем до смрти • Тровањем удисањем угљен-моноксида • Падом са висине • Преломом врата • Скакањем са зграда • Обезглављивањем • Експлозивом • Хипотермијом (смрзавањем) • Искакањем пред воз • Роњењем • Дехидрацијом • Падобранском незгодом • Пресовањем • Сунчаницом • Киселином |       |

## Историја
Самоубиство је свесни индивидуални чин и најчешће, лична људска драма. Кроз људску историју самоубиство је схватано и прихватано на различите начине у зависности од епоха, људских група, култура и религија.
У старом Риму тај чин је сматран храброшћу а у Јапану поносни начин смрти за витешки род. Самоубиство се кроз историју среће и као верски обред, нпр. самоубиство жене на спроводу свог супруга (Аљаска, Мадагаскар), али и херојски и патриотски чин нпр самоубиство самураја, камиказа или великих војсковођа, након изгубљених битака, јер су сматрали да је смрт од сопствене руке боља од ропства са којим би се суочили приликом заробљавања.
- У праисторијском периоду самоубиство је био чин којим је, могуће, у неким ситуацијама, појединац помагао групи да преживи тј. да сачува резерве хране.
- У примитивним друштвима самоубиство се различито користило; као средство за освету, као начин пребацивања одговорности за смрт на неку особу која ју је наводно изазвала, те као начин омаловажавања противника.
- У античком доба, Аристотел. је говорио;"самоубиством се не чини добро, него бежи од зла". Платон релативизује осуду самоубиства, али и упозорава "...људи су део божијег блага" и истиче "... да је смрт добра, било да је то стање без осећаја слично сну, било да представља неку сеобу и сусрет са умрлим великанима.."[24] Платон је самоубиство осуђивао, називајући га срамотним чином, и предложио да починиоци самоубиства морају бити сахрањени у неозначеним гробовима. У древној Грчкој, Егеј се, видевши да на броду његовог сина Тесеја нема беле заставе, коју је обећао истакнути уколико Минотаур буде поражен, бацио у море, које и данас носи његово име. У грчким полисима, као и Риму била је позната институција принудног самоубиства, као вид смртне казне. На такво самоубиство био је нпр. осуђен Сократ. Спартанци на челу са неустрашивим Леонидом, код Термопила, добровољно су изабрали смрт, умирући од стрела, један по један.

Ханибал Барка, велики војсковођа и политичар, одабрао је смрт самоубиством радије него понижавајућу предају Римљанима, који се у 9. години, пред оцем Хамилкаром, заклео на рат. Далеко од родне Картагине, прогнан и сам, окружен Римљанима, сипао је у чашу отров, који је носио у прстену још од битке код Кане.
- Постоји уверење да су и Римљани поштовали право човека да одузме себи живот, и зато је било доста самоубистава. И поред тога што је био против самоубистава, Цицерон је изразио дивљење што је Катон Млађи радије одлучио да себи одузме живот, него да живи под Цезаровом диктатуром. Лукреција, Римска племкиња, коју је силовао син последњег Римског цара, по имену Сектус, након молбе да казне починиоца, коју је упутила својој породици, убила је себе. Многи уметници, као Тицијан, Рембрант, Дурер, Рафе, Ботичели, приказивали су њено самоубиство у својим уметничким делима.
- Стари Египћани су имали обичај да, уз све почасти преминулом владару, сахране и његове слуге, за случај да му затребају у загробном животу. Касније су тај обичај заменили сликама слуга у гробници.
- Став о самоубиству у ранијој антици био је негативан, да би заиста прешао у одобравање и прихватање, на пример Стоици су самоубиство сматрали највишим изразом људске слободе. Стоичари допуштају самоубиство као „рационални растанак са животом“, на пример из патриотских разлога или због неизлечиве болести. Тако се патриотским разлозима тумачи самоубиство следбеника стоичке филозофије Катона Млађег, након пораза у бици код Тапса, које се често назива и симболичким крајем тираније Римске републике.[21]
- Готи и Келти су веровали да је срамота умрети природном смрћу. Викинг који није имао „среће да умре у бици“ умро би од сопственог мача или скакањем са стене да би могао да уђе у Валхалу (велику дворану Одина за убијеног јунака по нордијској митологији)
- Свети Аугустин је самоубиство изједначавао са убиством.
- Јапанци вековима поштују самоубице и према самоубиству постоји прихватљив и одобравајући став. Међу племенима и у војсци самоубиство се сматра дужношћу и чашћу (харакири - расецање стомака, као одговор на срамоту, губитак части или казну). За древне и ригидне самураје самоубиство је била част. У Другом светском рату камиказе су својим самоубилачким акцијама увлачиле страх у кости савезницима на Пацифику. После Другог светског рата велики број Јапанаца извршио је самоубиство 1945. Међу љубавним паровима у Јапану потписује се споразум о самоубиству. Свету је познат сепуку или харакири, како га зову Европљани, којим је завршио живот један од највећих јапанских књижевника Јукио Мисима, чије је самоубиство привукла велику медијску пажњу[21].
- У средњем веку на западу је развијено веровање да је самоубиство почетак вампиризма. У многим културама, укључујући и стару Енглеску, људе који су починили самоубиство сахрањивали су на раскрсници путева (у знаку крста сачињеног од путева) као превенција да постану вампири.
- У време ренесансе, у западном свету, људи су били религиозни или празноверни, и веровали су да се депресивне мисли о самоубиству могу изменити религијом. „Зашто би се убили ако верујете да ће вам „живот“ бити гори после смрти“ проповедали су у црквама. У 16. веку Томас Мор у свом делу "Утопија" препоручује „добровољно самоубиство“ за оне који пате од неизлечивих болести. У својим делима Монтење је скептичан према моралним позицијама самоубиства као свесном личном избору.
- Историја бележи многе славне самоубице. Међу уметницима - Ван Гога, државницима, владарима и војсковођама - Сарданапала, Нерона, Марка Антонија, Стевана Синђелића, Гебелса, Геринга, Хитлер, Салвадора Аљендеа, књижевницима - Мајаковског, Јесењина, Џек Лондона, Вирџинија Вулф (која је напунила џепове свог капута камењем и мирно кренула ка реци крај куће), Хемингвеја, у чијој је породици постојао велики број самоубистава. Зна се и да је Хемингвеј пред крај свог живота пио чак и до три флаше вискија са шаком лекова.
- У Великој Британији је чин самоубиства до 1961. сматран кривичним делом. Алварез (1971) саопштио је да се у једном енглеском градићу, након самоубиства једног дечака, цео разред обесио о исту куку у наредних десет дана[26][27]
- Ритуална самоубиства чешћа су у сектама, под снажним утицајем индуктора, због вере у реинкарнација и веровања да их „горе, на оном свету“ очекује „срећнији живот“.
- Албер Ками пише да се самоубилачки чин „припрема у тишини срца, баш као и велико уметничко дело“. У мрежи хаоса тражење смисла живљења доноси умор живљењу, поготову кад су „чељусти смрти непрестано отворене“. Редукција хаоса је сужавање когнитивног поља и минимизирање алтернатива.

## Епидемиологија
Податак Светске здравствене организације да милион људи годишње одузме себи живот, или да сваких 40 секунди нека особа у свету изврши самоубиство, иде у прилог пандемије проблема самоубистава у свету. Такође СЗО процењује да су покушаји самоубиства и до 20 пута чешћи. Статистика сведочи да сваке године у свету између десет и двадесет милиона људи покуша самоубиство, а милион особа успе у том науму. Од овог броја, 86% свих самоубистава догодило се у неразвијеним и средње развијеним земљама, у којима су особе млађег узраста, од 15 до 29 година, учествовале са преко 40% .

### Морбидитет/морталитет у свету
Европа
У Европи, годишње, самоубиство изврши око 30.000 људи. Одређене популације су у посебном ризику од самоубистава, као што су мушкарци у источној Европи, и адолесценти и жена у западној Европи. Суицид је у неким земљама трећи узрок смртности популације старости од 15-44 године, док је у другим земљама водећи узрок смрти узрасне групе од 10-24 године. Из глобалне статистике самоубистава према анализи СЗО, види се да је удео самоубистава младе и средње генерације (од 5-44 године старости) 2000. повећан за 15% у односу на период од пре педесет година (1950—2000).
Истраживања су такође показала да је више од 90% особа које су извршиле самоубиство боловало од депресије или неког другог менталног поремећаја, или је био склоно злоупотреби психоактивних супстанци (алкохол, дрога, лекови) Неки фактори ризика варирају у зависности од узраста, пола, расе и етничке припадности. Могу се мењати и током времена, док се неки фактори често јављају комбиновано. Такође, самоубилачки фактори се разликују у степену утицаја, и најчешће један фактор није довољан разлог за самоубиство.
Ниску стопу самоубистава имају Албанија, Јерменија, Азербејџан, Грузија, Грчка, Малта, Египат... док у групу са високом стопом самоубиства спадају Литванија, Украјина, Словенија, Финска, Данска, Мађарска и Србија, Хрватска... У Европи, стопе самоубистава варирају од 3,5 на 100.000 становника у Грчкој до 38,6 на 100.000 у Литванији. Највеће стопе самоубистава у европском региону такође су и највише на свету.
Сједињене Америчке Државе
- Без података
- Мање од 2,5
- 2,5 - 5
- 5 - 7,5
- 7,5 - 10
- 10 - 12,5
- 12,5 - 15
- 15 - 17,5
- 17,5 - 20
- 20 - 22,5
- 22,5 - 25
- 25 - 27,5
- Више од 27,5

Самоубиство се у Сједињеним Државама рангира као десети водећи узрок смрти. У одређеним популацијама, као што су адолесценти и младе одрасле особе, самоубиство представља један од три најчешћа узрока смрти у САД. У 15 најчешћих узрока смрти (особа узраста од 1 до 85 година) у Сједињеним Америчким Државама у 2007,  спадају:
- Болести срца - 615.616;
- Малигне неоплазме - 562.795;
- Цереброваскуларне болести - 135.814;
- Хроничне болесте доњих дисајних путева - 127.875;
- Ненамерна повреда - 122.387;
- Алцхајмерова болест - 74.629;
- Шећерна болест - 71.373;
- Грип и пнеумонија - 52.492;
- Нефритис - 46.304;
- Самоубиство - 34.592;
- Септикемија - 34.543;
- Обољења јетре - 29.185;
- Хипертензија - 23.963;
- Паркинсонова болест - 20.056;
- Убиство - 17.984.

Свет
Број самоубистава у свету последње деценије 20. века и првих деценија 21. века, посебно после бројних ратних сукоба и светске економске кризе, у сталном је порасту. Пораст стопе самоубистава од 25% уочен је у Србији у периоду од 1998. до 2000. године код особа оба пола, а вероватно је била резултат кризних, ратних година и лошег социјално-економског стања у коме се тада налазила Србија. Према студији коју је спровела Армија Сједињених Држава, број самоубистава међу америчким војницима порастао је 80%, између 2004. и 2008, што је једнако стопи од 20 самоубиства на 100.000 особа годишње, и највећим делом узрокован је учешћем америчких војника у ратним сукобима у Ираку и Авганистану.
- непознато
- < 1
- 1–5
- 5–5.8
- 5.8–8.5
- 8.5–12
- 12–19
- 19–22.5
- 22.5–26
- 26–29.5
- 29.5–33
- 33–36.5
- >36.5

### Полне разлике
Упадљиво је да је број мушких самоубица већи од женских - нпр, у Јапану тај однос је 2:1, док је у скандинавским земљама 4:1 (ради се о земљама у којима је већ деценијама проценат самоубистава врло висок). У Србији је у периоду од 1998. до 2000. уочен пораст стопе самоубистава код жена од 31%, за разлику од мушкараца код којих је тај пораст био нешто нижи (23%).
Запажено је да код дечака решеност на самоубиство преовлађује пре пубертета, док код девојака после његовог почетка. Код девојака се узима као један од чинилаца поремећај у раду ендокриних жлезда, који ствара предиспозицију за конфликте, на које се онда реагује на патолошки начин: појачаном тврдоглавошћу, депресијом, неуротичним повлачењем од света и томе слично.
| Ранг | Земља      | Година | Мушкарци | Жене | Укупно |
| 1.   | Литванија  | 2009   | 61.3     | 10.4 | 38.6   |
| 2.   | Русија     | 2006   | 53.9     | 9.5  | 30.1   |
| 3.   | Белорусија | 2007   | 48.7     | 8.8  | 27.4   |
| 4.   | Казахстан  | 2008   | 43.0     | 9.4  | 25.6   |
| 5.   | Мађарска   | 2009   | 40.0     | 10.6 | 24.6   |
| 6.   | Јапан      | 2009   | 36.2     | 13.2 | 24.4   |
| 7.   | Летонија   | 2009   | 40.0     | 8.2  | 22.9   |
| 8.   | Словенија  | 2009   | 34.6     | 9.4  | 21.9   |
| 9.   | Украјина   | 2009   | 37.8     | 7.0  | 21.2   |
| 10.  | Србија     | 2009   | 28.1     | 10.0 | 18.8   |
| 11.  | САД        | 2009   | 17.7     | 4.5  | 11.0   |
| 12.  | Бразил     | 2008   | 7.7      | 2.0  | 4.8    |
| 13.  | Грчка      | 2009   | 6.0      | 1.0  | 3.5    |
| 14.  | Египат     | 2009   | 0.1      | 0.0  | 0.1    |

### Животна доб
Оно што забрињава и што постаје све очигледније у 21. веку је све већи број самоубистава или покушаја самоубиства код деце и адолесцената. Сматра се да су поремећени односи у породици у 80% свих случајева покушаја самоубиства деце испод 15 година, директно одговорни за потпун неуспех деце да се укључе у живот.
Врло је алармантан податак да је у свету самоубиство међу три водећа узрока смрти код младих особа узраста од 15 до 24, односно од 15 до 34 године. У добној групи од 15 до 34 године, стопа самоубистава се утростручила у периоду од 1950. до 1990. година 20. века. Између 2007. и 2018. године, стопа самоубистава међу младим особама старости од 10 до 24 године у САД порасла је за 57%, саопштило је министарство здравља, као и да се преко 6.600 самоубистава међу овом старосном групом десила само у 2020. години.
Претпоставља се да је пораст самоубистава међу младима узраста од 15 до 24 године у свету последица пораста преваленције душевних болести (депресија, схизофренија), злоупотребе психоактивних супстанци и алкохола, али и веће доступности ватреног оружја.
У Србији самоубиство је такође чест узрок смрти међу младим особама узраста 15–24 године. Међутим, за разлику од трендова у свету, у Србији је у периоду од 1997. до 2007. регистрован пад учешћа самоубиства у свим узроцима смрти ове узрасне категорије. Током 1997. учешће самоубистава у свим узроцима смрти ове добне категорије становништва износило је 17%, а 2007 13%. У наведеном периоду посматрања стопе самоубистава међу младима узраста од 15 до 24 године пале су за 43%.
Не треба потценити и знатан број случајева самоубистава међу болесним и старијим особама које, осећајући се све више радно неспособне, усамљене, напуштене и изоловане, врло често прекраћују себи даље муке самоубиством, убеђене да су изабрале најправилнији пут за разрешење својих проблема.
У Србији су највише узрасно-специфичне стопе самоубистава у 2007. забележене у узрасту од 75 и више година код особа оба пола, што је честа појава и у другим срединама. Повећана стопа самоубистава међу најстаријим становништвом у Србији повезана је са честом појавом тешких соматских болести
(нпр. малигним болестима), са неразвијеном социјалном мрежом и подршком, губитком активне улоге у заједници, као и непрепознатом и нелеченом депресијом.
Најмлађи самоубица у свету је био стар 9 година а најстарији 101 годину. Занимљиво је да су оба самоубиства извршена на територији општине Београд.

### Расне разлике
У Сједињеним Државама, самоубистава су значајно учесталија код особа беле расе. Међу мушкарцима, у 2007. регистровано је 13,5 случаја на 100.000 становника САД беле расе, и 5,1 случајева на 100.000 становника црне расе, 6,0 случајева на 100.000 становника код хиспано мушкараца. Међутим, стопа за изворне становнике мушког пола Америке и Аљаске је 14,3 случајева на 100.000 становника.
У истраживањима спроведеним у више земаља (са 53 и 43 нације), без обзира на пол или старост (независно од националних разлика у богатству, мерено по глави становника и бруто домаћег производа), код људи са светлијом бојом коже регистрована је већа стопа самоубистава него код особа са тамнијом бојом коже.

### Професионалне разлике
Према истраживањима спроведеним у Северној Америци, (чији су резултати објављени 2018. године), међу лекарима је установљена највиша стопа самоубистава од било које које професије. По стопи самоубистава од 28 до 40 на 100.000, лекари спадају у групу чија је стопа самоубистава више него двоструко већа од оне у општој популацији (која је у САД 12,3 на 100.000). Изненађујуће је да је стопа самоубистава лекара је већа него она код припадника војске, чије занимање се сматра веома стресним. Лекари који умиру од самоубиства често пате од изражене депресије или других менталних болести (поремећаја расположења, алкохолизма и злоупотреба супстанци). Једна студија показала је да се број лекара са депресијом већа од 12% код лекара мушкараца и до 19,5% код жена лекара, у поређењу са преваленцијом у општој популацији. Резултати су такође показали да, иако жене лекари покушавају самоубиство много ређе него жене у општој популацији, ипак је број успешних самоубистава код жена лекара 2,5 до 4 пута већи него код мушкараца. Депресија је чешћа код студената медицине у односу на остале становника, и износи од 15% до 30% код скрининг позитивних особа са депресивним симптомима. Истраживачи примећују да поремећаји расположења у медицинској професији нису ограничена само на Северну Америку. Студије из Финске, Норвешке, Аустралије, Сингапура, Кине и других земаља показале су повећање преваленције анксиозности, депресије и самоубиства међу студентима медицине и практичарима у првим деценијама 21. века. Прегледи из литературе такође показује да је од свих медицинских специјалности психијатрија на самом врху у погледу стопе самоубистава. Стрес, као један од главних ризика, код лекара почиње да делује још у медицинској школи и наставља се у току рада због високих захтева струке, конкуренције, дугих сати проведених у школи и на послу и одсуства сна. То може допринети злоупотреби супстанци, као још једном од фактора ризика. Стигма представља главну препреку за тражење медицинске помоћи од стране колега. Тровање и вешања су међу најчешћим средствима самоубиства лекара. Налази такође сугеришу да веће познавање и лакши приступ смртоносним средствима представљају ризик за вишу стопу самоубистава тровањем код лекара.

### Самоубиство у Србији
„Статистички преглед самоубистава у Србији од 1845—1884, по службеним извештајима министарства унутрашњих дела”, доноси текст да је месец са највише самоубистава, у наведеном периоду, био је мај, а са најмање самоубистава децембар. Међу 2.129 самоубистава, колико их је било у анализираном периоду највећи број извршен је вешањем, затим пушком, утопљењем, ножем и тровањем. Жене су више практиковале вешање, а мушкарци пушку. Највише број самоубистава извршено је због телесних болести, па душевних. По областима највише их је било у Браничеву, најмање у Мачви.
У Србији је од 1953. до 2008. самоубиство извршило 66.700 особа, или просечно годишње 1.200 извршених самоубистава. Број самоубистава у Србији у овом периоду има значајну тенденцију пораста, нпр. 1953. у Србији је било 725 самоубистава а 2008. 1.290. У Србији током 2007. самоубиство је као узрок смрти регистровано код 1.354 особе, што је у просеку четири особе свакога дана. У периоду од 2000. до 2007. стопа самоубистава је у целокупној популацији Србије опала за 18% (код мушкараца за 16% и код жена за 26%). У 1992. број самоубистава у Србији је дошао до историјског максимума (када је забележено 1.638 самоубистава). Просечна европска стандардизована стопа самоубистава за све земље европског региона износила је 15,1 на 100.000 становника. У поређењу са земљама европског региона, Србија са стопом од 18,8 на 100.000 становника (2009) спада у ред земаља са средњим ризиком самоубистава.

Све већи број људи у Србији живи са осећањима бесперспективности и депривираности. Ако се на то надовежу, ПТСП, дуго трајање политичке кризе, незапосленост, велика банкарска задуженост, све већа злоупотреба алкохола и психоактивних супстанци међу младима, пораст малигних болести, осујећујуће породично окружење и неки унутрашњи психички фактори, онда „бекство у смрт“ може за неке људе у Србији да буде један од могућих „излаза“ из таквог стања.

У Србији 2009. нестандардизована стопа самоубистава износила је 18,8 на 100.000, а однос стопа самоубистава између мушкараца и жена био је 3:1. Око 70% самоубистава изврше мушкарци а око 30% жене. Самоубиство се налазило међу 18 посматраних поремећаја здравља на петом месту код мушкараца, а на једанаестом месту код жена.
Стопа самоубиства у Србији је неуједначена по регионима. Војводина има, у просеку, око 2 до 3 пута већу стопу самоубистава од централне Србије, у последњих педесет година. У појединим годинама стопа самоубиства у Војводини прелазила је и 30 на 100.000 становника Војводине. Најниже стопе самоубистава у Србији евидентирана је у јужним деловима Србије са већинским албанским становништвом (општине Бујановац и Прешево) и становништвом исламске вероисповести у општинама Сјеница, Рашка и Тутин. У овим општинама стопа самоубистава је била испод 10 на 100.000 становника.
Према националности на почетку 21 века, у Србији је највишу стопу самоубиства имало мађарско становништво (43), потом бугарско (37), док је стопа самоубиства код српског становништва у централној Србији износила (17).
У односу на образовни ниво, стопа самоубиства у Србији опада са нивоом образовања. Највиша стопа самоубистава је код становништва без школе или са недовршеном основном школом (33,6) док је најнижа (10,7) код становника Србије са вишом или високом школом.
Највише самоубистава се почини са Бранковог моста где сваке године око 40 особа реши да оконча живот скоком. Симболика овог моста који повезује две обале Београда старог и новог града, самоубицама служи да јавно покажу да не припадају нигде, али, због његовог великог промета, тајно се нада да ће неко наћи ко ће их одвратити од намере и спасити.
 У прилог овоме иде чињеница из студији Ричарда Сејдена, пензионисаног професора у Берклију, који је проучавајући случајеве 515 људи који су заустављени да изврше самоубиство скачући са моста Голден Гејт између 1937. и 1971. године, установио да је чак 94% њих још увек било живо до 1978, или је умро од природне смрти. Само 6% је извршило самоубиство или умрло у несрећама које су могле бити самоубиство.
Пролеће у психијатријском календару Србије означено је као годишње доба са повећаним бројем самоубистава.
Просечна старост особа које су извршиле самоубиство у Србији је 52 године. Најмлађи самоубица у Србији био је стар 9 година а најстарији 101 годину.
У Србији најчешћи начин извршења самоубиства је вешањем или гушењем. Друштвена криза последње деценије 20. века у Србији је драстично повећала број самоубистава која су извршена ватреним оружјем. Према званичним подацима, у односу на педесете, седамдесете и осамдесете године, број самоубистава извршених ватреним оружјем средином и крајем деведесетих је повећан за пет пута. Ово је последица рата, присуства општег насиља и велике количине оружја која се нашла код грађана Србије.

## Материјални трошкови самоубистава и покушаја самоубиства
Према подацима студије из 2001, спроведене у Шведској, као једној од најразвијенијих земаља Европе и света, од последица самоубиства умрло је 13,3 особа на 100.000 становника, док је 7.000 људи лечено у болници након покушаја самоубиства (или око 6 покушаја на свако успешно извршено самоубиство).
Глобалним истраживањима процењено је да се између 8 и 25 покушаја самоубистава дешава на свако успешно извршено самоубиство према полу и старости. Ова студија израчунала је да су трошкови друштва у облику директних и индиректних материјалних губитака створених самоубиством и/или покушајем самоубиства износили око 5,5 милијарди шведских круна (СЕК) или 0,2% БДП Шведске у 2001, или за самоубиство 18,68 милиона СЕК и покушај самоубиства 3,075 милиона СЕК. Већина (84%) трошкова су индиректни трошкови као последица губитка радног доприноса за друштво и директних медицински трошкови који су доминантни. Цена људског живота која је велика и немерљива, није укључена у обрачун укупних трошкова, јер је немерљива.
Претходне студије о трошковима самоубистава и покушаја самоубиства у земљама попут Шведске (које у просеку имају исти број самоубистава као у северној Европи) кошта 1,5% БДП-а неке земље. Свако самоубиство кошта око 2,5 милиона долара а сваки покушај самоубиства 7.100 долара.

## Етиологија
И поред бројних покушаја, тешко је прихватити претпоставку о тзв. урођеним самоубицама, јер за њихово постојање нема научних доказа. Зато морамо узети у обзир као узроке самоубиства, индивидуални начин решавања дубоких конфликата у личности. При томе се мисли на оне конфликте који свој енергетски потенцијал добијају из сфере човековог нагонског живота (пре свега сексуалног нагона и тежње ка моћи, али и оне сфере која додирује врло осетљиво питање савести и морала).
Док се једна врста особа, са зрелошћу, успева да на најбољи начин по себе и друге, реши своје дубоке конфликте или комплексе, друга врста покушава да одложи њихово решавање тако што их потискује, решава повремено и делимично, често на изразито опортунистички или компромисан начин. Често вишегодишње нагомилавање нерешених конфликата (и то управо оних који су најинтимнији), уколико они не створе неку психосоматску болест, која онда успева да за извесно време одврати човекову пажњу и енергију са психичких проблема на тело, лагано повећава унутрашњу напетост у човеку чије је незадовољство собом и својом околином у сталном порасту. Зато без великих компензаторних механизама на некој другој страни или без ретке сублимационе способности, угрожена особа није у стању да без било каквог абреаговања сувише дуго подноси напетост и незадовољство у себи. Тако поред телесног разбољевања, неуротичног реаговања и агресије управљене према споља (најчешће у виду повремених експлозивних пражњења), постоји још један и то врло опасан начин „решавања“ поменутог унутрашњег стања у угроженој особи, а то је несвесно окретање против себе. Уколико су такве личности у дубоком конфликту са својом околином или са собом, ) постојала оштећења још од рођења, и то таква која су у личности ојачала природно постојеће мазохистичке тежње и створила једно притајено стање више или мање непрекидног осећања кривице, таква личност ће постати, трауматизоване, тј. нагињаће, наравно, на потпуно несвестан начин, разним врстама самоповређивања.
Суицидална личност са самоубилачком идејом дуго живи пре него што ту идеју реализује, иако велики број самоубица то не потврђује, због разлога који досад нису објашњени. Емоционални и сазнајни део самоубице постепено сраста са разлозима који су за остале људе мотиви за живот, а за њега разлози због којих он прекраћује свој живот. Начини доживљавања самоубице битно су измењени. Оно што за највећи број особа представља успех, самоубица доживљава као пораз. Зато су поједине самоубице овај чин извршавале непосредно пошто су добиле највећа признања.
Самоубиство је свесни индивидуални чин и најчешће лична људска драма. У схватањима класичне психијатрије доминира став да је самоубиство болестан чин, којем прибегавају ментално оболеле особе. (изузимају се, наравно, херојска самоубиства као нпр. српског хероја Стевана Синђелића). Иако самоубиству чешће прибегавају душевни болесници, оно није ретко ни међу тзв. нормалним људима. У сваком самоубиству садржана је "значајна подсвесна хостилност, комбинована са недостатком способности за љубав према другима".
Карл Густав Јунг самоубиство сматра као "смрт „Ега“ који је изгубио контакт с реалношћу". Психоаналитичари изузетну улогу придају човековом „Ја“ и у чину самоубиства налазе симболично "уништавајуће кажњавање „Супер-Ега“" да би се поново пронашао заштитинички „Супер-Его“. „Супер-Его“ је "пресретач агресивних пулзија усмерених ка напоље и узрочник је њихове рефлексије ка унутра".
У литератури је описан велики број могућих узрок самоубиства, ипак тај ризик је већи тамо где у 87% до 98% случајева постоје један или више узрока наведених у доњој табели:
| Узроци                                   | Болести-поремећаји |
| ---------------------------------------- | --- |
| Индивидуални фактори                     | Мушки пол • Сексуална оријентација • Претходно суицидално понашање • Стресни животни догађаји • Психички и емоционални проблеми                                                                          |
| Душевни поремећаји и поремећаји понашања | Депресија • Схизофренија • Поремећај личности • Анксиозност • Кризе плача • Осећај деперсонализације • Напад панике • Социјална изолација • Емоционална отупљеност • Адолесцентска криза                 |
| Болести зависности                       | Алкохолизам • Наркоманија • Лекоманија |
| Хроничне болести                         | Тумори • АИДС • Хроничне или неизлечиве телесне болести, нарочито ако су удружене са неподношљивим боловима и патњом                                                                                     |
| ПТСП изазвана психичка криза             | Ратно стање • природне катастрофе • Губитак блиске особе • Прекид емотивне везе • Губитак посла • Неуспех у образовању • Породични проблеми                                                              |
| Породични фактори                        | Распад породице • Породични конфликт или сиромашна комуникација • Злостављање детета • Породична историја суицидалног понашања                                                                           |
| Социјални фактори                        | Лош социјално-економски положај • Мигрантска популација • Напуштање школовања • Незапосленост • Социјална изолација • Неразвијене руралне и урбане локалне (регионалне) заједнице • Злостављања на послу |
| Фактори окружења                         | Приступачност леталних средстава • Изложеност негативним медијским утицајима • Суицидално понашање блиских особа                                                                                         |

### Душевни поремећаји и поремећаји понашања
Према проценама СЗО више од 25% особа широм света током свог живота пати од неког душевног поремећаја или поремећаја понашања.  Највише стопе годишње преваленције у општој популацији од 260–300 на 1000 становника обухватају све облике поремећаја менталног здравља, укључујући и оне недијагностиковане. Честа је појава два или више душевна поремећаја код исте особе што додатно повећава терет ових болести и увећава ризик самоубистава.
Чиниоци који су непосредно повезани са преваленцијом, појавом и током душевних поремећаја и поремећаја понашања су сиромаштво, пол, узраст, ратови и катастрофе, тешке соматске болести, као и породично и социјално окружење.
У Србије од 1990. до 2012. у континуитету трају кризне године, са бројним акутним и хроничним стресовима, који су, а и даље неповољно утичу на ментално здравље становништва Србије. Интензиван акутни и хронични стрес, као и годинама акумулирана траума, код дела становништва Србије узроковали су значајне психолошке последице, нарочито код вулнерабилних особа. У порасту је апсолутни број особа са депресивним, стресним и психосоматским поремећајима, а непрестано расте број зависника од алкохола и психоактивних супстанци.
Депресија, посебно униполарна , учестали је душевни поремећај, који битно утиче на квалитет живота и пораст самоубистава. Према подацима СЗО из 2000. године оптерећење униполарном депресијом је на четвртом месту у оквиру 20 изабраних поремећаја здравља. Забрињавају предвиђања СЗО да ће до 2020. униполарна депресија, после исхемијске болести срца, постати други водећи узрок оптерећења у свету, а први у земљама у развоју.
И у Србији се 2000. униполарна депресија нашла међу водећим поремећајима здравља јер заузима четврто место иза исхемијске болести срца, цереброваскуларних обољења и рака плућа у оквиру 18 одабраних поремећаја здравља.
У испитивању менталног здравља деце и омладине у Србији узраста од 7 до 19 година установљено је да упоредо са узрастом расте и учесталост непријатних стања и осећања, укључујући и стање стреса и емоционалних проблема, који су били најизраженији у добној групи од 15 до 19 година.

### Болести зависности
Зависници не морају отворено показивати суицидалне намере, али сматра се да код њих често постоји несвесна мотивација за окончањем живота.

Болести зависности и самоубиство су тесно повезани. Депресија или нека друга врста животне кризе, удружена са алкохолизмом, или зависношћу од неке друге психоактивне супстанце, представља фактор ризика за самоубиство. Такође, особе препуштене хроничној злоупотреби психоактивних супстанци изложене су оштећењима организма и повећаном ризику да оболи од неке физичке болести, и од ње умре много раније него што би се то десило иначе. Зато болести зависности представљају пасивно, продужено и хронично самоубиство.
У истраживањима о самоубилачком понашању недељно је око 20% оних који су једном или више пута покушали самоубиство. Међу наркоманима покушаји самоубиства су десет пута чешћи него међу ментално оболелим особама које нису наркомани. Ово се једним делом може објаснити социјалним обележавањем или стигматизацијом оболелих од болести зависности, суицидалних особа, као и преживелих чланова породице у којој се десио случај самоубиства, што представља велики проблем и препреку за ове особе да нађу снаге и крену путем опоравка.
Ставови наркомана према смрти пуни су контроверзи и мистификација. Најчешћи разлози због којих наркомани размишљају о смрти или прижељкују смрт јесу:
 

Наркомани траже да се свет промени према некој њиховој, најчешће имагинарној визији света будућности. Ако тај свет одбија да се радикално мења, они ће полако из њега отићи, јер у свету у којем се негује довођење ствари до савршенства, а занемарују „украсне доброте у људима“, они не налазе смисао живљења.

- губитак „Его“ идеала у складу са идеалним „Ја,“
- губљење репрезентативних вредности живота,
- страх од алијенације и комплетног менталног слома,
- неспособност да се одаберу квалитетнији нехемијски стилови живљења,
- осећање изгубљене трансценденције,
- губитак самопоштовања, осиромашење релација у социјалном хуманом простору,
- негативна идентификација са патолошким индукторима и патолошким индукционим групама,
- прихватање теорије са аутодеструктивним животним кредом да "треба умрети млад и бити леп леш"'

### Хомосексуалност и хомофобија
Веће стопа неприхватања ЛГБТ особа од стране породице је значајно повезана са њиховим слабијим менталним здрављем. На основу показатеља из бројних студија, младе ЛГБТ особе, због одбијања и неразумевања породице током адолесценције су; 8,4 пута склоније да покушају самоубиство, 5,9 пута склоније ка тежем облику депресије, 3,4 пута склоније да користе недозвољене супстанце или дрогу и 3,4 пута склоније незаштићеним сексуалним односима и бежање од куће, у поређењу са вршњацима из породица које имају висок степен прихватања, или низак ниво породичног одбијања према ЛГБТ сродницима. Ове студије показују јасну и директну везу између одређеног родитељског и неговатељског одбијајућег понашања и негативних здравствених (менталних) проблема (поремећаја) који се јављају код младих али и одраслих лезбејки, геј младића и бисексуалаца и могу бити од утицаја на доношење одлуке о самоубиству.
Учесталост самоубилачког понашања и психијатријских поремећаја
у односу на сексуалну оријентацију
| Поремећај                             | ЛГБТ (n=28) | Хетеросексуалци (n=979) |
| ------------------------------------- | ----------- | ----------------------- |
| Изражена депресија                    | 71,4        | 38,2                    |
| Генерализовани анксиозни поремећај    | 28,6        | 14,5                    |
| Поремећај понашања                    | 32,1        | 11,0                    |
| Никотинска зависност                  | 64,3        | 26,7                    |
| Злоупотреба супстанци и/или зависност | 60,7        | 44,3                    |
| Вишеструки ментални поремећаји (>2)   | 78,6        | 38,2                    |
| Самоубилачке идеје                    | 67,2        | 28,0                    |
| Покушај самоубиства                   | 32,1        | 7,1                     |

### Породични фактори
Распад породице - развод или сепарација може створити код чланова породице осећање изолованост и рањивости и повећати ризик од депресије и суицидалног понашања.
Породични конфликт или сиромашна комуникација - нпр. брачна неслога, породични конфликт, насиље у породици, екстремно висока или ниска породична очекивања и контрола, менталне болести родитеља као што су депресија или болести зависности.
Злостављање детета може бити од утицаја на суицидално понашања када постоје учестала злостављања детета, као што су занемаривање, сексуално злостављање, физичко злостављање, емоционално злостављање, присуство насиљу у породици.
Ризик од суицидалног понашања је већи у породицама у којима је неко од чланова породице испољио суицидално понашање.

## Знаци симптоми и дијагностика самоубистава
| Знаци и симптоми | Карактеристике |
| ---------------- | --- |
| Знаци упозорења  | - Екстремна само-мржња - Не заслужујем да живим. - Персонализовано безнађе - Ништа битно ми се не дешава, зато треба да се убијем. - Удаљавање од пријатеља и породице - Шта није у реду са тобом? Погледај на све те невоље које изазиваш код људи који те воле. - Изолација - Када сам сам много ми је боље.                                                                                |
| Облици понашања  | - Покушај/покушаји самоубиства - Поремећени обрасци спавања - Повећана анксиозност и узнемиреност - Изливи беса или ниска толеранција на фрустрације - Рискантно понашање - Повећана употреба лекова, алкохола или дроге - Нагла промена расположења - Сваки разговор наговештава суицидалне идеје или намере, планирања или предузима активности за набавку средства за извршење самоубиства |

### Стање свести самоубилачких особа
| Особине       | Карактеристике стање свести самоубилачких особа |
| ------------- | --- |
| Импулсивност  | - Самоубиство је најчешће импулсиван акт. - Као и други импулси, импулс за извршење самоубиства је пролазан, и траје неколико минута или сати. *Обично самоубиство иницира вишедневни низ негативних догађаја. - Ако се ова криза догоди уз неку особу која је спремна да саслуша самоубицу и која је стручно обучена да помогне самоубиство се може спречити. Тражење стручне помоћи у тренутку безнађа, може помоћи ће да се ова жеља самоубице смањи.                                            |
| Амбиваленција | - Код већине људи склоних самоубиству помешана су осећања о извршавању самоубиства. - Жеља за животом и жеља да се умре „воде рат у глави самоубице“, као кретање клатна на сату. - Код суицидалне особе присутна је неодложна потреба да се побегне од животне патње и скривена жеља да се живи. - Многе самоубице не желе да умру - оне су само несрећне и желе да тренутни бол и њихове патња нестане. - Ако им се правовремено пружи подршка и у њима повећа жеља за животом, ризик се смањује. |
| Ригидност     | - Када су особе у самоубилачком расположењу њихово размишљање, осећања и акције су сужени, стално размишљају о самоубиство и не могу да сагледају и смисле друге начине решавања животних проблема. - Самоубице размишљају драстично, нееластично или ригидно. |

Без обзира на то о каквом проблему је реч, осећања и мишљења самоубице углавном су свуда у свету слични. У основи самоубилачког понашања најчешће је осећање самомржње. Особа осећа самомржњу када сама процењује себе као зло људско биће које заслужује да буде уништено. Самомржња може да се манифестује у шест појавних облика:
- неумољиви захтеви према себи,
- немилосрдна самооптуживања,
- самопрезир,
- самофрустрација,
- самомучење
- самодеструктивност.

### Осећања и облици понашања самоубилачких особа
| Поремећаји                       | Манифестације |
| -------------------------------- | --- |
| Промене личности                 | - Тужни су • повучени • осетљиви • нервозни • уморни • неодлучни • безвољни • понекад узнемирени и хиперактивни - Плаше се губитка контроле, да ће „полудети“, да ће повредити себе или друге - Оптерећене су осећањем кривице, стида, самомржње - Немају наде за будућност - „никад ми неће бити боље, увек ћу се овако осећати“ - Губитак концентрације за посао, школу, редовне обавезе, |
| Промене понашања                 | - Незаинтересованост за сопствени изглед и околину - Губе интересовање за пријатеље, секс, хобије, и друге активности у којима су раније уживали - Много брину - о новцу, болести (правој или умишљеној) - Учествују у кривичној истрази, одлазе у затвор или излазе из затвора - Понашају се на начин који може бити опасан (неопрезни су у саобраћају, управљају возилом под дејством алкохола, дроге, седатива...) - Имају суицидне импулсе, идеје, изјаве, планове, чешће покушаје самоубиства - Сређују своје послове, дугове, поздрављају се са пријатељима и родбином, поклањају вредне личне ствари, пишу тестаменте - Промене у спавању - претерано дуго спавају или имају несаницу, буде се јако рано ујутро, имају ноћне море - Промене у навикама исхране - немају апетита, губе на тежини, или превише једу и гоје се |
| Склоност злоупотребама           | - Злоупотребљавају дроге, лекове или алкохол - Прибегавају упражњавању опасних занимања или улазе у опасна ситуације не би ли „изазвале“ смрт |
| Посттрауматски стресни поремећај | - Недавно су изгубили вољену особу (смрт, развод, раскид ...) или нешто друго што им је важно (посао, новац, статус, самопоуздање, самопоштовање, веру ...) - Биле су или јесу жртве злостављања (физичког или сексуалног) у породици, школи, ратним сукобима - Били су или јесу жртве мобинга (психичког, физичког или сексуалног) на послу - Биле су учесници или учествују у ратним сукобима |

Напомена: Свака од ових карактеристика, посматрана изоловано, не мора ништа да значи, али комбинација неколико њих сконцентрисана код једне особе често упућује на то да постоји ризик да ће та особа извршити самоубиство.

## Опроштајна писма самоубица
Према истраживања у Мађарској постоје две врсте порука које остављају особе које намеравају да изврше самоубиство:
Прва врста, позитивних, опроштајних порука
Ове поруке су упућене познаницима, и у садржају порука се налази садржај у којем говоре о неподношљивом психолошком болу, осећању безнадежности, исцрпљености. Ове поруке су, углавном, позитивне, пуне емоција упућених жени и деци, којима изражавају љубав. Ређе су ове поруке негативне у њима самоубица најчешће оптужују себе, мање друге особе. Најчешће објашњавају разлоге због којих су „морали“ да изврше самоубиство:
| „ | Због овога што ћу урадити, немојте никог да кривите, нико није одговоран. Слушајте мајку и опростите ми. | ” |

Опроштајне поруке најчешће су у виду писма: „Нека буде што бити не може ... До виђења друже, до виђења“, или дневника који су водили неколико дана пре извршеног самоубиства, али има и опроштајних порука послатих мобилним телефоном, у облику СМС порука:
| „ | Не могу више! Извините... Збогом!“ "Ти си била нешто најбоље у животу и желим ти све најбоље, увек ћу те волети!!! Одох ја... | ” |

Постоје и као вербалне изјаве које је самоубица упутио колеги са посла, 20 минута пре него што је извршио самоубиство: „Нема везе, сви ћемо и ми под земљу“. У порукама самоубице често дају упутства пријатељима и рођацима да измире њихове дугове, или остављају број кућног телефона да обавесте породицу о томе шта су учиниле.
Негативне, опроштајне поруке остављају нарцистички озлојађене особе које шаљу негативне поруке познаницима и члановима породице, оптужујући их посредно за самоубиство. Опроштајне поруке могу бити упућене и државним институцијама (цркви, војсци, школи, руководству фирме), према којима испољавају вербалну агресију.

## Диференцијална дијагноза
Самоубилачко понашање често је једна од манифестација основног менталног поремећаја. Када је пацијент склон самоозлеђивању, важно је правовремено дијагностиковати постојање менталног поремећаја и правовремено предузети лечење. Психијатријски поремећаји присутни у историја болести и ментални статус пацијената су кључни дијагностички „алат“ за правовремено постављање дијагнозе.
Диференцијално дијагностички треба имати у виду да су неки од менталних поремећаја често удружена са самоубилачким понашањем, али и деструктивне мисли и аутоагресивно понашање, такође се могу јавити и у другим болестима, као што су:
- Алкохолизам
- Анксиозни поремећаји
- Манично-депресивна психоза
- Булимија
- Тровање кокаином
- Кокаином изазвани психијатријски поремећаји
- Делиријум
- Депресија
- Дистимија
- Злоупотреба халуциногена
- Опсесивно-компулзивни поремећај
- Наркоманија
- Депресија дечјег узраста
- Поремећаји личности
- Постпартална депресија
- Посттрауматски стресни поремећај
- Схизофренија[91][93][94][95]
- Сезонски афективни поремећај
- Социјална фобија
- Васкуларна деменција

## Превенција
Самоубиство није неизбежно за било кога. Започињањем разговора, пружање подршке особи у кризи и правовремене помоћи онима којима је то неопходно, можемо спречити самоубиство и спасити многе животе. У том смислу превенција самоубистава заснива се пре свега на примени, примерне, секундарне и терцијарне превенције:

### Примарна превенција
У ову групу превенције спадају активности које имају за циљ да спрече неке појаве. Оне у односу на самоубиство значе предузимање активности које ће пре свега смањити појаву самоубиства. То су активности које се одвијају на ширем друштвеном плану и преко којих се мења начин размишљања и решавања проблема тј. њиховом применом се одгајају људи са позитивним начином размишљања и решавања проблема, а у друштву стварају такви услови живљења, како би изостали разлози за несигурност и губитак самопоштовања.
Разумевање и добро познавање бројних чинилаца везаних за самоубиство и ментално здравље важан је начин да који се свако од нас може активно укључити у примарну превенцију самоубиства, и помоћи другима у кризи или разговором открити било какав наговештај самоубиства. У том смислу у примарној превенцији важно је познавање следећих могућих фактора ризика и упозоравајућих знакова:
Фактори ризика указују на вероватноћу да ће нека особа покушати или извршити самоубиство. Они не могу да изазову или предвиде покушај самоубиства, али је важно да буду препознати на време.
- Ментални поремећаји, нарочито поремећаји расположења, шизофренија, поремећаји анксиозности и одређени поремећаји личности
- Злоупотребе алкохола и других психоактивних супстанци
- Импулсивне и/или агресивне тенденције
- Анамнеза трауме или злостављања
- Тешке физичке болести
- Претходни покушаји самоубиства
- Породична анамнеза самоубиства
- Губитак посла или финансијски губитак
- Губитак односа са вољеном особом или блиским пријатељима
- Једноставан приступ смртоносним средствима
- Недостатак социјалне подршке и осећај изолације
- Стигма повезана са тражењем помоћи
- Недостатак здравствене заштите, посебно третмана менталног здравља и злоупотребе психоактивних супстанци
- Културна и верска уверења, као што је уверење да је самоубиство племенито решење личне дилеме
- Дружење са онима који су извршили самоубиство, пре њихове смрти (у стварном животу или путем медија и интернета).

Упозоравајући знаци могу помоћи да се утврди да ли је нека особа у ризику за самоубиство, поготово ако је њено понашање другојачије од уобичајеног, или повезано са болним догађајима, губитком било које врсте или променом у животу. Ако се утврди било шта од овога, таквој особи одмах опружити помоћ.
- Причају о жељи да умру или да се убију
- Траже начин да се убију, попут претраживања на интернет мрежи или купују пиштољ
- Говоре о осећању безнадежности или одсуству разлога за живот
- Говоре о осећају „заробљености” и/или неподношљивом болу
- Говоре о томе да су терет другима
- Повећавају употребу алкохола или дрога
- Делују узнемирено; понашају се безобзирно
- Превише мало спавају, нередовно се хране
- Повлаче се или изолуј од средине
- Показују бес или говоре о трагању за осветом
- Показују екстремне промене расположења.

### Секундарна превенција
У секундарну превенцију спадају све активности које су усмерене на рану и правовремену дијагностику, односно рано откривање проблема и рано предузимање активности како би се животни проблем решио. У односу на самоубиство, то укључује бројне активности добро едукованих стручњака, добро информисано друштво и породице, како би се рано препознале самоубилачке особе и правовремено предузеле активности које имају за циљ спречавање самоубиства, односно мењање начин функционисања, од негативног ка позитивном у односу на стил живота.

### Терцијарна превенција
Ова врста превенције обухвата активности које имају за циљ побољшање квалитета третмана и смањење инвалидитета, односно било каквих других последица по касније функционисање неке особе.